# Jorge Santiago
Jorge Santiago Rodrigues (ur. 9 października 1980 w Rio de Janeiro) − brazylijski zawodnik mieszanych sztuk walki. Zwycięzca turnieju wagi średniej Strikeforce z 2007 roku oraz były mistrz World Victory Road w latach 2009-2010.

## Mieszane sztuki walki
Santiago zawodowo walczy w MMA od 2002 roku. W latach 2002–2006 występował na mniejszych amerykańskich galach i turniejach z bilansem 11 wygranych i 5 przegranych pojedynków, ulegając m.in. Manwelowi Gamburjanowi oraz mającemu polskie korzenie Keithowi Wisniewskiemu. Dwukrotnie bez powodzenia walczył o mistrzostwo King of the Cage, najpierw przegrywając z Diego Sanchezem w 2004 roku, a potem z Joeyem Villaseñorem w 2005.

### UFC
Po serii trzech wygranych pojedynków w mniejszych organizacjach związał się z czołową amerykańską organizacją MMA - Ultimate Fighting Championship. W swoim debiucie na gali UFC Ultimate Fight Night 5 w 2006 roku znokautował ciosem kolanem Justina Levensa. Kolejne dwa pojedynki w UFC przegrał przed czasem. Najpierw z Chrisem Lebenem na UFC Fight Night 6, a następnie z Alanem Belcherem na gali UFC Fight Night: Sanchez vs Riggs. Po dwóch ciężkich nokautach z rzędu Santiago został zwolniony z UFC.

### Strikeforce
W 2007 roku związał się z ówcześnie szybko rozwijającą się organizacją Strikeforce. W listopadzie tego samego roku wystartował w turnieju wagi średniej. W pierwszej walce znokautował Seana Salmona latającym kolanem w niespełna 24 sekundy. W finałowym pojedynku pokonał Trevora Prangleya przez techniczny nokaut (cios kolanem w korpus) w 1. rundzie.

### World Victory Road
Na początku 2008 roku podpisał kontrakt z nowo powstałą japońską organizacją World Victory Road. 18 maja 2008 roku zadebiutował w Japonii na gali World Victory Road Presents: Sengoku 2 przeciw doświadczonemu Yukiemu Sasakiemu. W 3. rundzie Santiago pokonał Sasakiego, poddając go dźwignią na staw łokciowy. Po tym zwycięstwie, we wrześniu tego samego roku wystąpił w turnieju wagi średniej Sengoku. W pierwszej rundzie tego turnieju poddał Amerykanina Logana Clarka. W ćwierćfinale, który odbył się 1 listopada, Santiago zmierzył się z Afgańczykiem Siyarem Bahadurzadą. Szybko poddał go dźwignią skrętową na staw skokowy i zakwalifikował się do finału turnieju, który odbył się na tej samej gali. Brazyllijczyk pokonał w nim na początku 3. rundy przez TKO Kazuhiro Nakamurę. 
Zwycięstwo w turnieju umożliwiło Santiago stoczenie pojedynku o pas mistrzowski Sengoku (4 stycznia 2009 roku). Jego przeciwnikiem był zwycięzca PRIDE Grand Prix wagi półśredniej z 2006 roku Kazuo Misaki. W 5. rundzie walki Santiago poddał duszeniem zza pleców Misakiego i został pierwszym mistrzem Sengoku w wadze średniej. Pod koniec tego samego roku, 7 listopada na gali World Victory Road Presents: Sengoku 11 stoczył pojedynek z Polakiem czeczeńskiego pochodzenia Mamedem Chalidowem. Santiago przegrał przez TKO (uderzenia w parterze) w 1. rundzie, notując tym samym pierwszą porażkę w World Victory Road. 7 marca 2010 roku doszło do walki rewanżowej, której stawką był tym razem pas mistrzowski. Santiago wygrał na punkty (48–47, 48–47, 49–47) i obronił tytuł. 22 sierpnia tego samego roku na gali World Victory Road Presents: Sengoku Raiden Championships 14 po raz drugi bronił pasa. Przeciwnikiem Santiago był ponownie Kazuo Misaki. Na 29 sekund przed końcem walki narożnik Misakiego poddał go ze względu na wycieńczenie i obrażenia, których doznał w czasie pojedynku. Starcie to zostało potem uznane przez fachowe portale o tematyce MMA (m.in. sherdog.com) za walkę roku.
Pod koniec roku organizacja WVR popadła w długi. 10 lutego 2011 roku zwolniła ona z obowiązującego kontraktu Santiago, który stał się wolnym agentem.

### Powrót do UFC
12 lutego 2011 roku telewizja ESPN ogłosiła powrót Santiago do UFC. W ten sam dzień owa informacja została potwierdzona przez włodarzy UFC. Swój pierwszy pojedynek po ponad 5 latach przerwy stoczył 28 maja 2011 roku na gali UFC 130. Został zestawiony z były mistrzem WEC Brianem Stannem. Pod koniec 2. rundy Stann zasypał ciosami w parterze Santiago, w wyniku czego sędzia przerwał pojedynek. Mimo porażki Brazylijczyk otrzymał bonus finansowy za "walkę wieczoru". Kolejny pojedynek stoczył 8 października 2011 roku na gali UFC 136, a jego przeciwnikiem był rodak Demian Maia. Po 3. rundach sędziowie orzekli zwycięstwo Mai. Po tej porażce Santiago został zwolniony z UFC.

### Po UFC
2 marca 2012 roku stoczył zwycięski pojedynek z rodakiem Leonardo Pecanhą na gali Titan Fighting Championships 21 którego znokautował już w 1. rundzie. W kolejnej walce w organizacji TFC która odbyła się 15 czerwca poddał Justina Guthrie'a w 1. rundzie.

## Osiągnięcia
- 2009-2010: World Victory Road (Sengoku) - mistrz w wadze średniej
- 2007: Strikeforce - 1. miejsce w turnieju wagi średniej